# Bombardement de Kandahar
Guerre d'Afghanistan
Le bombardement de Kandahar, en 2001, est une série d'opérations militaires menées dans et autour de Kandahar, en Afghanistan, en octobre 2001, dans le cadre du début des opérations militaires des États-Unis en Afghanistan.

## Chronologie
À la suite des attentats du 11 septembre 2001, les États-Unis et leurs alliés lancent la guerre mondiale contre le terrorisme, en commençant par des assauts contre les positions clés des talibans en Afghanistan.
Le 7 octobre 2001, à 18 h 30, heure locale, la première vague d'attaques contre les talibans est lancée. Un groupe de bombardiers de l'US Air Force (USAF) composé de cinq B-1 et de dix B-52 décolle de Diego Garcia dans l'océan Indien. Ils sont complétés par vingt-cinq avions d'attaque F-14 et F/A-18 de la marine américaine (USN) déployés depuis les porte-avions USS Carl Vinson et USS Enterprise dans la mer d'Arabie du Nord. La Royal Air Force (RAF) et l'USAF fournissent des L-1011, des KC-135 et des KC-10 pour effectuer des ravitaillements en vol au profit des avions de l'USN. Décollant de la base aérienne de Whiteman, dans le Missouri, deux B-2 Spirit participent également à l'attaque, tout comme un avion de guerre électronique EA-6B Prowler.
À 21h00, les forces de l'USN, de l'USAF et de la Royal Navy (RN) lancent plusieurs salves totalisant cinquante missiles de croisière Tomahawk contre des installations militaires et de communication talibanes et des camps d'entraînement terroristes présumés. Le moment est choisi pour coïncider avec l'arrivée de la vague de bombardiers, qui largue une variété de bombes, notamment des Mk 82, des JDAM, des AGM-84, des AGM-154 et des bombes à guidage laser. Selon des sources locales rapportant à CNN, les cibles à Kandahar comprennent des bastions talibans, ainsi que les maisons d'étrangers arabes qui travaillent avec le régime taliban. L'une des principales cibles de la frappe aérienne à Kandahar est le mollah Omar. La vague des appareils est accueillie par des tirs sporadiques de batteries d'artillerie antiaérienne talibanes et des missiles sol-air. Les États-Unis considèrent que les attaques, menées contre les villes de Kaboul, Jalalabad et Herat, sont réussies car l'objectif de neutraliser la défense aérienne des talibans est atteint.
Pour apporter de l'aide humanitaire au peuple afghan, de la nourriture et des fournitures sont larguées dans la région. Deux appareils de transport C-17 livrent 37 500 rations quotidiennes par largage aérien aux réfugiés à l'intérieur de l'Afghanistan le premier jour de l'attaque. Les efforts de soutien humanitaire sont cependant entravés par l'ingérence des talibans. Les entrepôts du Programme alimentaire mondial à Kandahar sont perquisitionnés et remis aux soldats talibans, qui "saisissent environ 7 000 tonnes de nourriture". Espérant éviter une réaction violente des civils, l'USAF déploie un avion EC-130E pour diffuser un message indiquant que les talibans et leurs alliés sont les seules cibles des attaques, et non les civils.

## Conséquences
À la suite des frappes aériennes réussies contre la ville et après les revers rapides subis par les forces talibanes à travers le pays, une grande partie de la puissance militaire détenue directement et indirectement par le mollah Omar est rassemblée dans la ville de Kandahar. Le 18 novembre 2001, les États-Unis demandent l'aide de Gul Agha Sherzai, un commandant anti-taliban et ancien gouverneur de la province de Kandahar. Le 25 novembre 2001, les États-Unis transportent par avion un contingent de 750 Marines de la 15th Marine Expeditionary Unit (en) pour créer une base avancée au Camp Rhino (en), situé à 160 km  au sud de Kandahar. À cette époque, les commandants alliés finalisent également la décision d'envoyer des parachutistes britanniques du 2nd Battalion, Parachute Regiment (en). Ces événements préparent le terrain pour la prise de Kandahar et la reddition des talibans le 7 décembre 2001.